# Holocarpha
Holocarpha là một chi thực vật có hoa trong họ Cúc (Asteraceae).

## Loài
Chi Holocarpha gồm các loài: